# 総督レオナルド・ロレダンの肖像 (カルパッチョ)

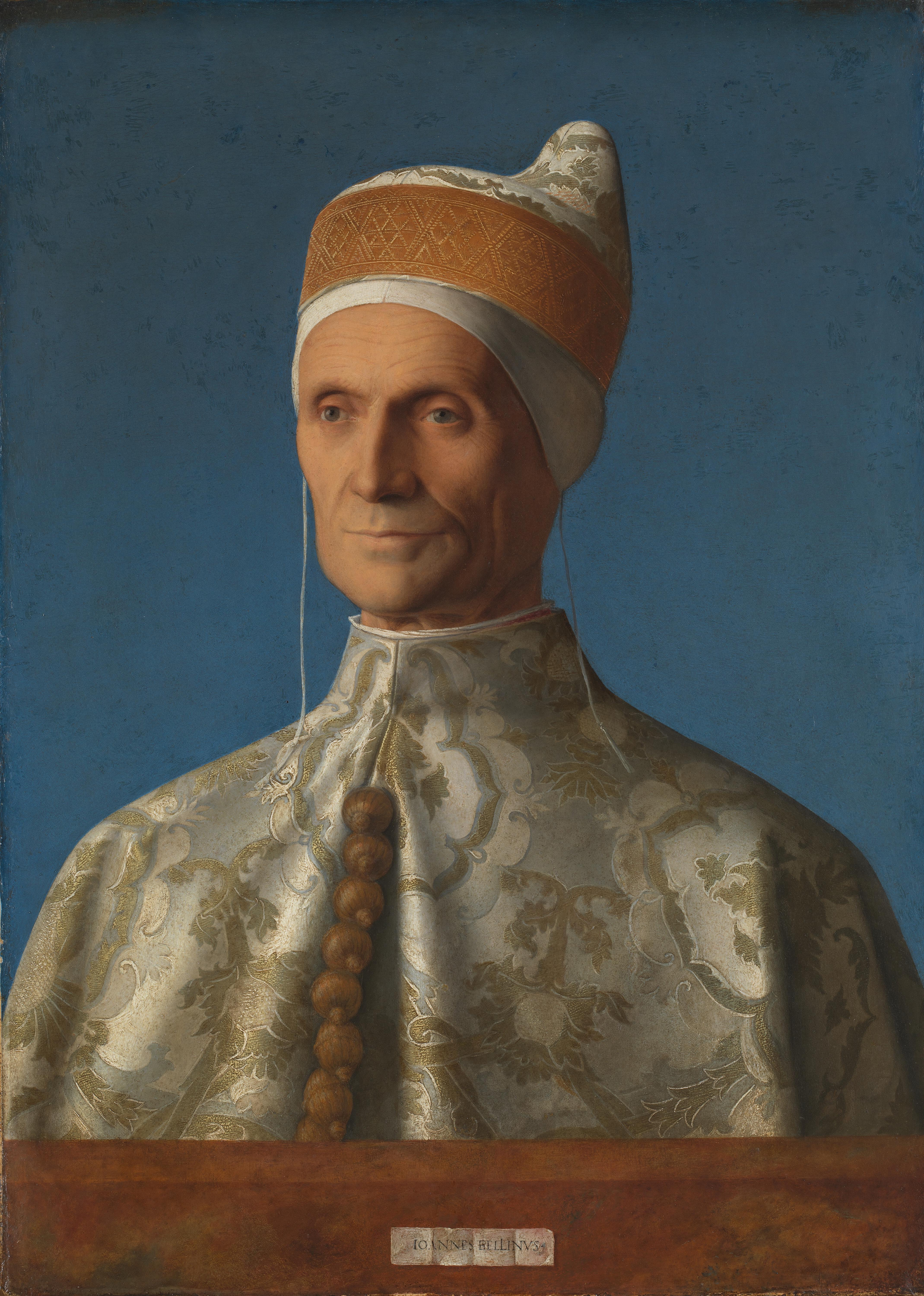
ジョヴァンニ・ベッリーニ『総督レオナルド・ロレダンの肖像』 (1501-1502年ごろ)、ナショナル・ギャラリー (ロンドン)

『総督レオナルド・ロレダンの肖像』（そうとくレオナルド・ロレダンのしょうぞう、英:Portrait of Doge Leonardo Loredan）は、ジェンティーレ・ベッリーニの弟子であったイタリア・ルネサンスのヴェネツィア派の巨匠、ヴィットーレ・カルパッチョによる絵画である。ジェンティーレ・ベッリーニもまた、総督レオナルド・ロレダンの肖像画を描いた。本作は、ロレダンの治世の初めのおそらく1501-1502年頃に描かれた。作品は、W. R. リアリック教授に敬意を表して、マラとチャックロビンソンからの資金提供を受けて2003年に修復された。現在、ヴェネツィアのコッレール美術館に展示されている。

## 概要
1501年から1521年に君臨したモデルの人物、総督レオナルド・ロレダンは、おそらくドゥカーレ宮殿の内部空間に座像で描かれている。背後には窓があり、そこからサン・ジョルジョ・マッジョーレ教会、サン・セルヴォーロ教会とサン・タントニオ・ディ・カステッロ教会の鐘楼が見える。総督は、ヴェネツィア総督の有名な象徴である独特の角帽を含む、儀式用の衣服に身を包んで描かれている。

## 保存
本作は、以前は失われたオリジナル作品の19世紀の複製であると考えられていたが、保存状態の調査により、実際には16世紀の初めにヴィットーレ・カルパッチョによって制作されたことが明らかになった。酸化されたニスの層を取り除いた後、信じがたいほど高い画質の表面が明らかになり、この肖像画は現在、総督レオナルド・ロレダンの一連の肖像画の最初のものと見なされている。 ARKE修復会社のキアラ・チェリオッティにより修復が完了した。